# La Bretenière (Jura)
La Bretenière település Franciaországban, Jura megyében. Lakosainak száma 215 fő (2022. január 1.). La Bretenière Orchamps, Étrepigney és Our községekkel határos.

## Népesség
A település népességének változása:
| Lakosok száma | 115  | 126  | 137  | 186  | 219  | 219  | 220  | 220  | 223  | 215  |
|               | 1968 | 1982 | 1990 | 2006 | 2013 | 2015 | 2017 | 2019 | 2020 | 2022 |